# Balearisch
Balearisch (katalan. [català] balear) ist eine Sammelbezeichnung für die auf den Balearen gesprochenen Dialekte der katalanischen Sprache, zusammenfassend auch Inselkatalanisch genannt.
Die balearischen Dialekte (mallorquí, menorquí, eivissenc, formenterer) gehören morphologisch (also nicht nur geographisch) zu den ostkatalanischen Dialekten. Der Grund dafür ist, dass die Balearen nach der Eroberung durch die katalanisch-aragonesische Krone im 13. Jahrhundert vorwiegend von Ostkatalanen besiedelt wurden. Die Balearenvarietäten weisen zahlreiche Gemeinsamkeiten auf, die sich auch auf die Rechtschreibung auswirken und das Inselkatalanische als Dialektgruppe sichtbar von den auf dem Festland gesprochenen Varietäten des Katalanischen abhebt.
Ein auch Touristen geläufiges Beispiel ist die auf den Balearen übliche Verwendung der dialektalen bestimmten Artikel es („der“, Pl. es) und sa („die“, Pl. ses), im Katalanischen als article salat bekannt. Es und sa werden vor vokalischen Anlauten zu s’  verkürzt und kommen in zahlreichen balearischen Ortsnamen und sonstigen Toponymen vor (z. B. S’Albufera, S’Arenal, S’Illot, S’Hort del Rei). Die Artikel des Standardkatalanischen (el, la, l’, els, les) werden dagegen in der gesprochenen Sprache nur für Ehrfurcht Gebietendes und in gewissen Wendungen benutzt (Ausnahme: Pollença, wo der l-Artikel allgemein üblich ist). So sagt man la mort „der Tod“, wenn dieser als allgemeines Phänomen gemeint ist, aber sa mort, wenn man vom Tod einer konkreten Person spricht. In der Literatursprache werden die Artikel mit s allerdings nur als Teil von Eigennamen verwendet. Dieser Artikel findet sich auch in einem kleinen Gebiet an der Costa Brava. Früher war er weiter verbreitet, wie aus Ortsnamen zu ersehen ist, hat es aber nie in die Literatursprache geschafft.